# Direct Connect
Direct Connect (DC) is een peer-to-peerprotocol dat gebruikmaakt van hubs: een server waarin een specifieke groep gebruikers van elkaar kunnen downloaden. Een hub verschijnt in DC++, een populaire DC-client, steeds in een nieuw venster. Advanced Direct Connect kan gezien worden als de opvolger voor Direct Connect.

## Protocol
Direct Connect is een tekst-gebaseerd protocol, wat wil zeggen dat alles in leesbare tekst verzonden wordt. Encryptie is beschikbaar als protocoluitbreiding.
Aangezien er geen officiële specificatie is van het protocol, werkt elke client anders.
De standaardpoort voor hubs is 411, voor client-naar-clientverbindingen is dit 412. Als een van de poorten reeds gebruikt wordt, worden de eerstvolgende poorten uitgeprobeerd.

## Eigenschappen hubs
Hubs zijn vaak gespecialiseerd in een bepaald soort films of een muziek, waardoor ze een specifieke doelgroep hebben. Verder hanteren alle hubs een zogenaamde minimumshare: de minimaal aantal bestanden dat een gebruiker moet delen om lid te worden. De gebruiker kan zelf instellen welke mappen deze wenst te delen. Hoe meer een gebruiker deelt, hoe groter de kans dat een gebruiker in een hub terechtkomt waar veel gedeeld wordt. De grootste hubs hebben een totale share van rond de 600 TB (1 terabyte = 1024 gigabyte). Deze hubs vereisen vaak een minimumshare van 50 GB.
In hubs wordt streng gecontroleerd op malware (schadelijke software, waaronder computervirussen). Dit was namelijk een van de grootste nadelen van Kazaa.